# Tatamailau
Der Tatamailau (Foho Tatamailau, Foho Ramelau) in Osttimor ist mit 2963 m der höchste Berg der Insel Timor. Während der portugiesischen Kolonialzeit wurde der Berg Pico do Ramelau genannt, nach den ihm umgebenden Ramelau-Bergen.

## Namensgebung
Der Name „Tatamailau“ stammt aus der lokalen Sprache Mambai und bedeutet auf Deutsch „Großvater aller“. Der Berg gilt als Heimat der Seelen der Verstorbenen der Region. Er ist vulkanischen Ursprungs und liegt im Zentrum der Insel Timor, an der Grenze zwischen den Gemeinden Ermera und Ainaro. Der Gipfel liegt auf Seiten Ainaros im Suco Nuno-Mogue. Von der Landeshauptstadt Dili sind es bis zum Tatamailau etwa 70 km nach Süden.

## Aufstieg

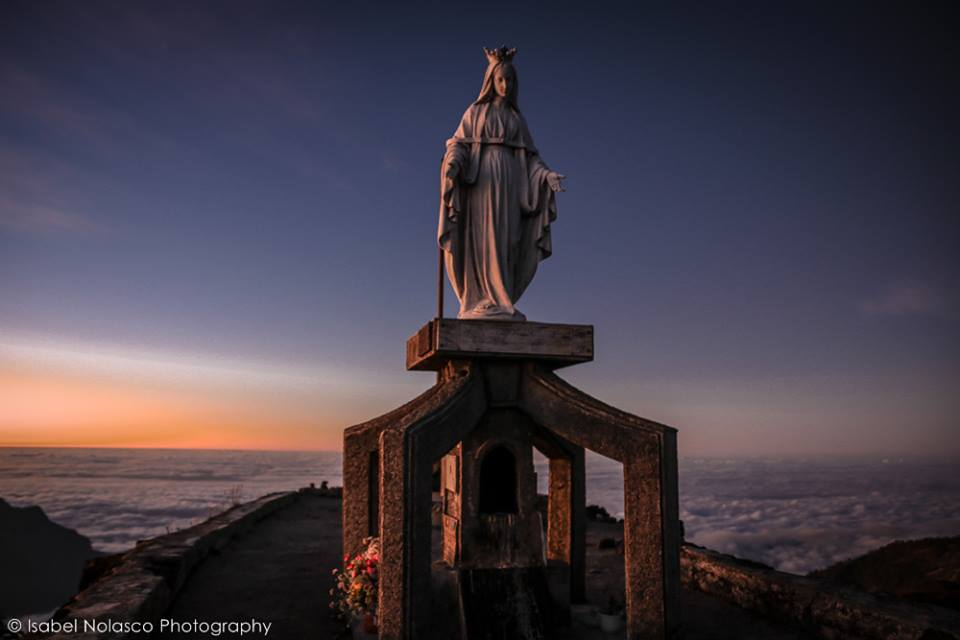
Marienstatue auf dem Gipfel bei Sonnenaufgang

Der Berg kann innerhalb von zweieinhalb Stunden von Hatu-Builico (1950 m) in der Gemeinde Ainaro aus bestiegen werden. Es ist eher ein stetiger Aufstieg als ein Klettern. Die ersten 2,5 km können auch mit einem geländegängigen Wagen befahren werden, bis man in einer Höhe von 2280 m schließlich eine Almwiese erreicht. Von hier sind es nur noch anderthalb bis zwei Stunden auf einem breiten Wanderweg bis zum Gipfel, der auch beritten werden kann. Auf 2700 m befindet sich ein Andachtplatz für Messen unter freiem Himmel. Auf dem Gipfel steht seit dem 7. Oktober 1997 eine drei Meter hohe Marienstatue, die aus Italien stammt. Mit ihrer Aufstellung wurde die heilige Maria zur Schutzpatronin Osttimors. Eine Inschrift aus dem Jahr 1938 weist den Ort auf Portugiesisch als den Punkt des portugiesischen Kolonialreiches aus, der jeden Tag zuerst den Sonnenaufgang sieht (Portugal - Alto Império que o Sol logo em nascendo vê primeiro). Zu dieser Zeit war der Tatamailau auch der höchste Berg des portugiesischen Kolonialreiches. Bei gutem Wetter kann man vom Gipfel aus Nord- und Südküste Timors und sogar die Insel Atauro sehen. Ein Nebengipfel ist der etwa 1200 m südwestlich gelegene Doramelau.
Die Hymne Foho Ramelau von Francisco Borja da Costa ist die offizielle Hymne der FRETILIN.

## Das Wildschutzgebiet
| Auf Timor und Wetar endemische und gefährdete Vogelarten im Gebiet des Tatamailaus | Auf Timor und Wetar endemische und gefährdete Vogelarten im Gebiet des Tatamailaus |
| Vogelart                                                                           | Information                                                                        |
| ---------------------------------------------------------------------------------- | ---------------------------------------------------------------------------------- |
| Timortaube (Turacoena modesta)                                                     | gefährdet                                                                          |
| Schieferfruchttaube (Ducula cineracea)                                             | bedroht/endemisch                                                                  |
| Gelbkopflori (Trichoglossus euteles)                                               | endemisch                                                                          |
| Timorlederkopf (Philemon inornatus)                                                | endemisch                                                                          |
| Timorhonigfresser (Lichmera flavicans)                                             | endemisch                                                                          |
| Timorgerygone (Gerygone inornata)                                                  | endemisch                                                                          |
| Timorlaubsänger (Phylloscopus presbytes)                                           | endemisch                                                                          |
| Brustbandschnäpper (Ficedula timorensis)                                           | gefährdet/endemisch                                                                |
| Hyazinthenblauschnäpper (Cyornis hyacinthinus)                                     | endemisch                                                                          |
| Timorreisamadine (Padda fuscata)                                                   | gefährdet/endemisch                                                                |

Seit 2000 ist der Gipfel mit dem gesamten Gebiet über 2000 m und dem umliegenden Wald ein Wildschutzgebiet. Hier befindet sich eines der drei wichtigsten Schutzgebiete für Orchideen neben jenen am Monte Mundo Perdido und am Fatumasin. Außerdem wurden um den Berg 30.372 Hektar als Important Bird Area ausgewiesen.

Galerie
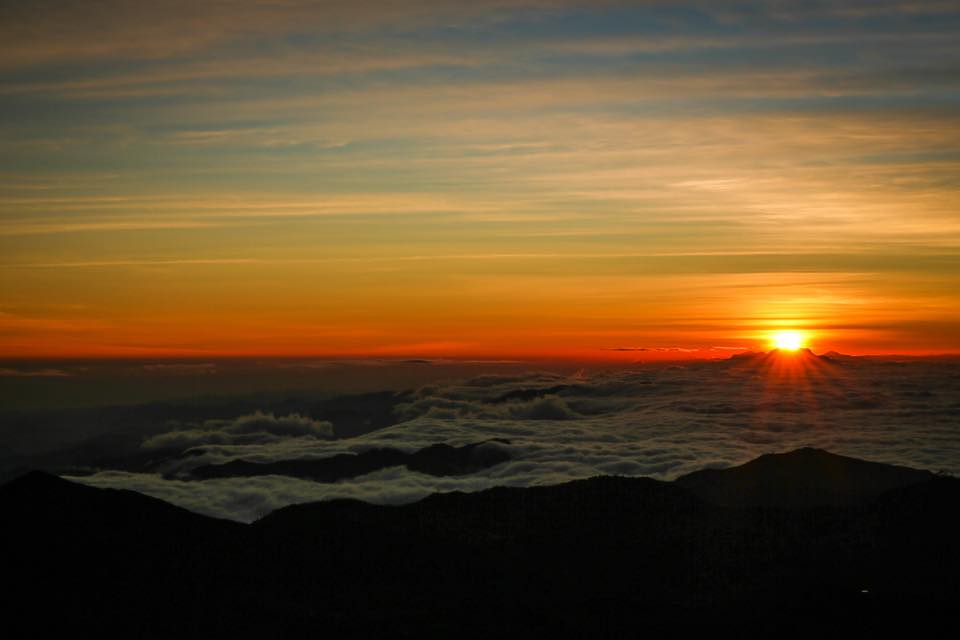
Sonnenaufgang vom Gipfel aus
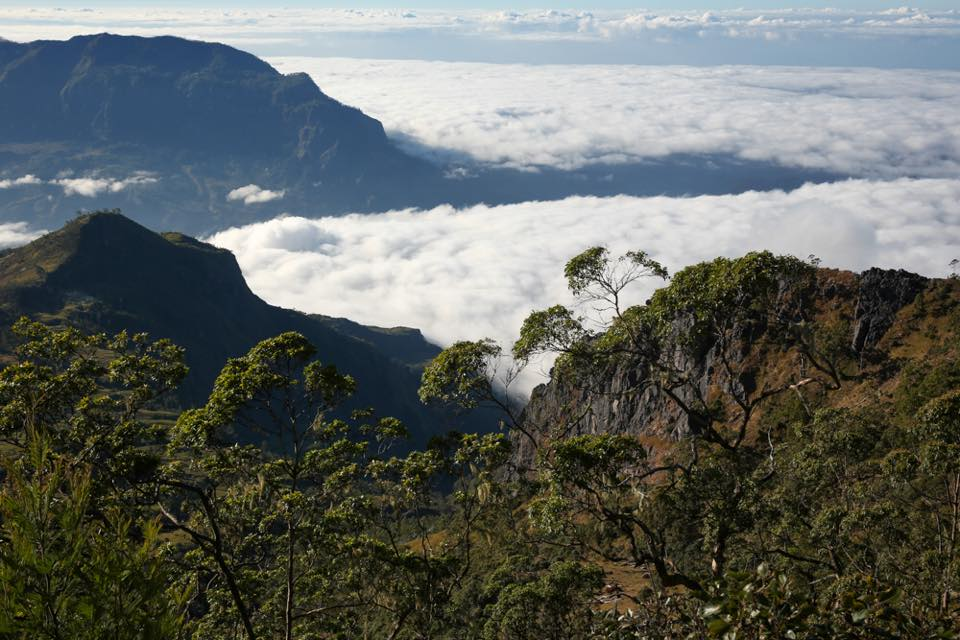
Blick vom Gipfel herab
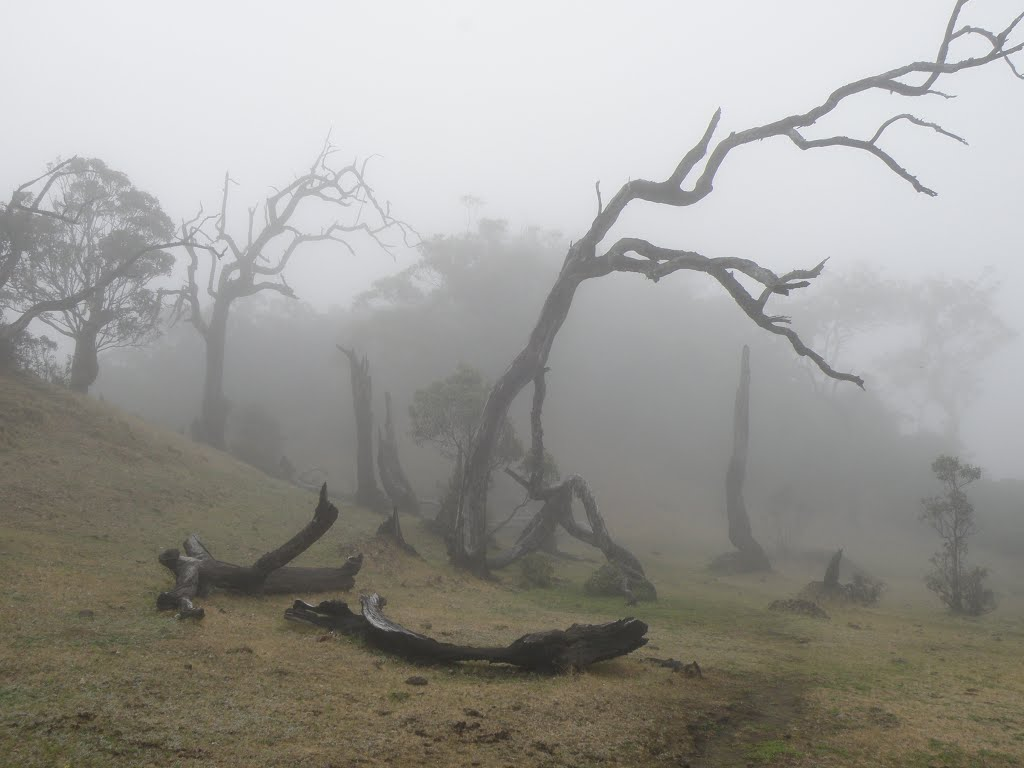
Bergwald auf dem Tatamailau

## Geschichte

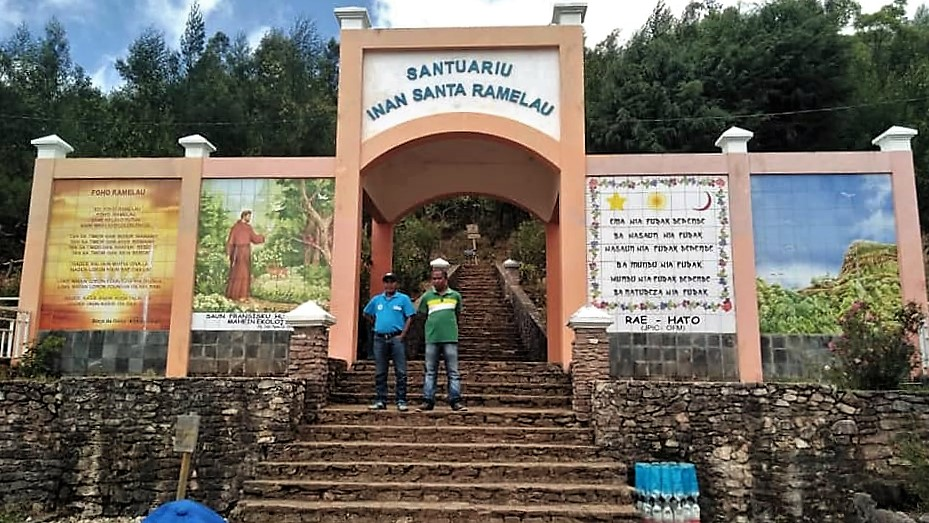
Santuariu Inan Santa Ramelau

Die Region um den Tatamailau war 1976 ein Rückzugsgebiet der FALINTIL, die gegen die indonesischen Invasoren kämpfte. Nah dem Berg gründete sie in der heutigen Gemeinde Ermera die base de apoio Catraileten (Verwaltungsamt Letefoho), eine Widerstandsbasis, die Zuflucht für Flüchtlinge aus Letefoho, Ermera, Ainaro, Aileu und Cailaco bot. Am 18. Mai 1978 wurde die Basis von den Indonesiern zerstört.